# Hegyhátmaróc
Hegyhátmaróc (kroatisch Maroca) ist eine ungarische Gemeinde im Kreis Komló im Komitat Baranya.

## Geografische Lage
Hegyhátmaróc liegt ungefähr auf halber Strecke zwischen den Städten Mágocs und Nagymányok. Nachbargemeinden sind Egyházaskozár und Tófű.

## Sehenswürdigkeiten
- Römisch-katholische Kirche Szent Imre herceg mit hölzernem Turm, erbaut 1820
- Szent-Vendel-Statue (Szent Vendel-szobor)

## Verkehr
Hegyhátmaróc ist nur über eine Nebenstraße zu erreichen, ein Kilometer nördlich der Gemeinde verläuft die Landstraße Nr. 6534. Der nächstgelegene Bahnhof befindet sich sechs Kilometer südöstlich in Szászvár.